# ダニエル・モーガン
ダニエル・モーガン（英: Daniel Morgan、1736年7月6日 - 1802年7月6日）は、アメリカの開拓者、軍人、バージニア選出のアメリカ合衆国下院議員である。アメリカ独立戦争中の傑出した野戦戦術家であり、カウペンスにおけるモーガンの巧妙な計略は、この独立戦争における戦術の傑作と言われた。後にウィスキー税反乱を鎮圧する軍隊を指揮した。

## 生い立ち
ダニエル・モーガンは、ウェールズからの移民の子孫で鍛造工だったジェイムズ・モーガン（1710年–1782年）の5番目の子（7人兄弟）として、ニュージャージーのハンタードン郡で生まれた。ダニエルが16歳の時、父親と喧嘩して家を出た。ペンシルベニアで様々な仕事を経験した後、シェナンドー渓谷に入って働いた。その後は今日のバージニア州ウィンチェスター近く、当時は未だ辺境であったところに落ち着いた。
モーガンは体が大きく粗野で、教養もなかった。勉強することよりも酒を飲むことや賭け事をすることを好んだ。彼は体を使って働くことには大きな能力を示した。土地を開墾し、製材所で働き、牛飼いもやった。ある年に彼は働いた金で荷車を曳く牛の群れを買い、御者稼業に専念することになった。フレンチ・インディアン戦争の時は荷車の御者を務めた。ピット砦に進行したときに、士官を殴った廉で鞭打ち499回の罰を受けた（通常なら死ぬような罰だった）。

## アメリカ独立戦争
1775年、アメリカ独立戦争がレキシントン・コンコードの戦いで始まると、大陸会議は大陸軍を創設した。大陸会議は植民地中部の地区にライフル銃兵10個中隊を作って、ボストン包囲戦を支えるように要求し、6月下旬にバージニアは2個中隊を送ることに同意した。バージニア植民地議会はダニエル・モーガンを選んで1個中隊を作らせ、彼にその指揮を任せた。モーガンは、10日のうちに96名の男達を集め、7月14日にウィンチェスターに結集させた。モーガンは部下とともに行軍し、わずか21日後の8月6日にボストンに到着した。彼は「モーガンの狙撃手隊」と渾名される傑出した狙撃手の1隊を率いた。

### カナダ侵攻作戦
1775年遅く、大陸会議はカナダ侵攻作戦を承認した。リチャード・モントゴメリー将軍のカナダ侵攻を助けるために、ベネディクト・アーノルド大佐がワシントン将軍を説得して、ケベックを東側から攻める部隊を派遣しようとした。この頃、アーノルドはタイコンデロガ砦の功績で英雄扱いを受けていた。ワシントンは彼のボストン駐在部隊の中から、兵士達が志願するならば、ライフル銃兵3個中隊を派遣することに同意した。ボストンのすべての中隊が志願してきたので、どの隊を派遣するかはくじ引きで決められた。アーノルドはその3個中隊を一つの部隊として指揮する者としてモーガン大尉を選んだ。遠征隊は9月25日にウェスターン砦を出発し、モーガンは先導隊を率いた。
アーノルド遠征隊には出発時に約1,000名の兵士がいたが、11月9日にオルレアンズ島に到着した時は600名まで減っていた。モントゴメリー将軍が到着すると、12月31日の朝、大陸軍は2手に分かれてケベック市のイギリス軍を攻撃した（ケベックの戦い）。1隊はモントゴメリー、1隊はアーノルドが率いた。
アーノルドは市の北側から下町を攻める部隊を率いていたが、足を撃たれて退却してしまった。モーガンが指揮を引き継ぎ、うまく市中に入って最初のバリケードを突破した。モントゴメリーも撃たれて彼の部隊が攻撃に失敗した時、イギリス軍のガイ・カールトン将軍はモーガンの進軍路の方に援軍を回した。カールトンは大砲を運び、モーガン軍が破ったばかりのバリケードの外側に部隊を配置した。市中で分裂し、全方位から攻撃を受けることになったモーガン軍はバラバラに降伏することを余儀なくされた。モーガンは彼の軍刀をフランス人の牧師に渡すことで降伏の意を示し、カールトンには渡すことを拒んだ。モーガンを含めて372名が捕虜となった。彼は1777年1月の捕虜交換までケベックに捕らわれていた。

### 第11バージニア連隊
1777年早くにモーガンがワシントン軍に戻ると、ケベックでの功績を認められてモーガンは大佐に昇進していたことを知って驚いた。モーガンは新しい連隊に割り当てられその指揮を任された。これが大陸軍第11バージニア歩兵連隊であり、モーガンは4月までに400名の兵士を募って連隊を構築した。
モーガンによるライフル銃兵の徴兵試験はキャンプでの語り種となった。彼はイギリス軍の士官（時にはイギリス王ジョージ3世）の絵を描いた板を用意し、これを標的に100ヤード（約90 m）の距離から一発で撃ち抜いた者のみを採用した。この話を聞いたイギリス軍はモーガンを戦争犯罪人と見なすことになった。何故なら、特定個人を標的にするのは公正でなく、士官を標的にするのは露骨な嫌がらせと見たからである。
6月13日、モーガンは主力郡の主にペンシルベニア、メリーランドおよびバージニアの部隊から選抜された500名のライフル銃兵からなる軽歩兵部隊である暫定ライフル銃軍団の指揮に就いた。その中の多くの兵士は元々の第11バージニア連隊の出身だった。ワシントンはイギリス軍ウィリアム・ハウ将軍の後衛部隊を攻撃するよう命じた。モーガンはハウ軍がニュージャージを横切って全軍退却する間、攻撃を続けた。

### サラトガ

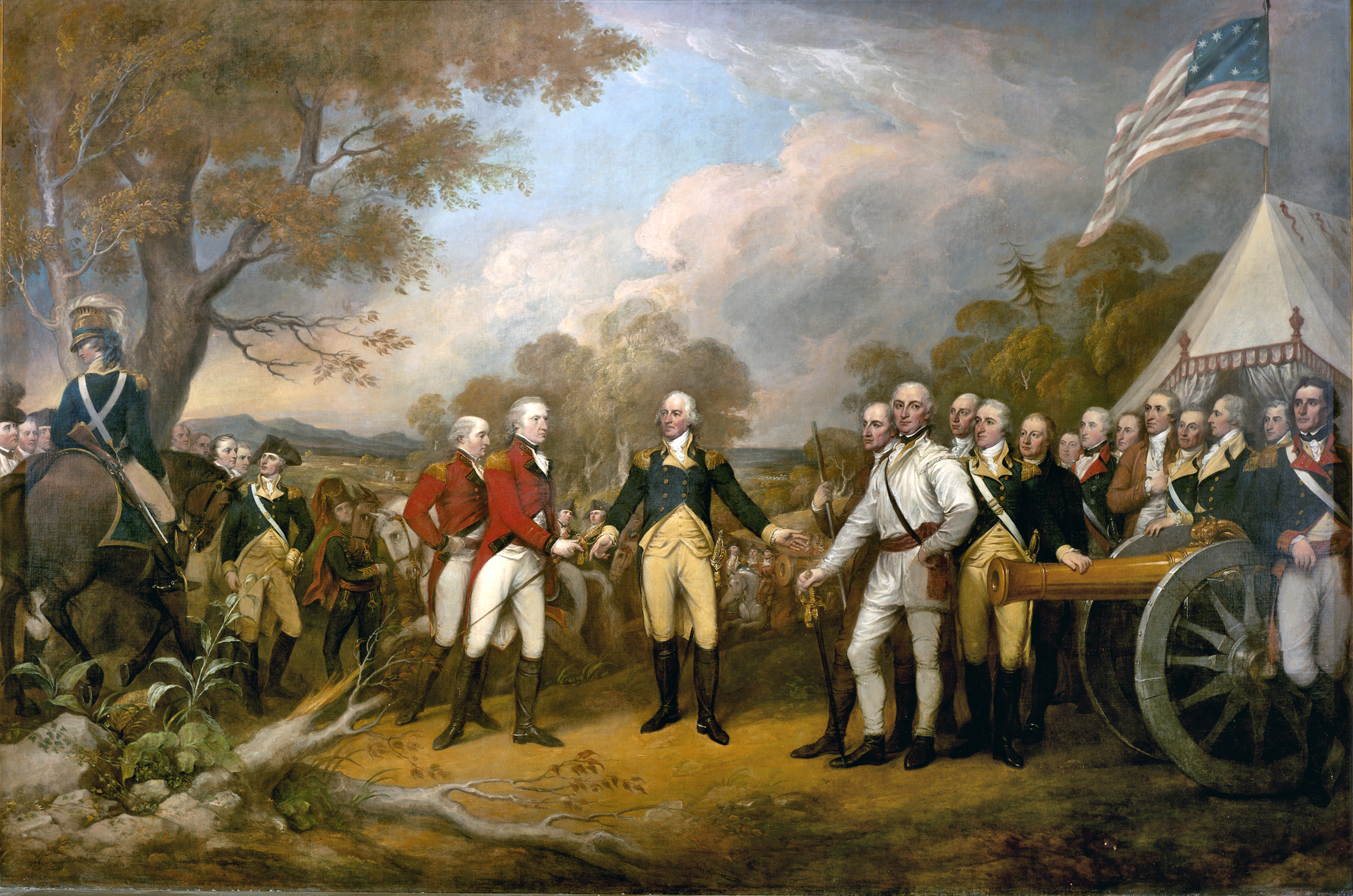
バーゴイン将軍の降伏
モーガン大佐は右列の先頭、白い服でこちらを向いている

モーガンの連隊は北部方面軍に付けられ、8月30日、ジョン・バーゴイン将軍率いるイギリス軍による攻勢に対処するためホレイショ・ゲイツ将軍に合流した。

#### フリーマン農場
モーガンはその連隊を率い、ヘンリー・ディアボーンのニューハンプシャー歩兵300名の支援を得て、イギリス主力軍と対峙した。フリーマン農場の戦いでモーガンの部隊は、バーゴイン軍の一翼を担うサイモン・フレーザー将軍の前衛と交戦に及んだ。最初の交戦でイギリス軍の前衛にいた士官全員が戦死し、前衛部隊は撤退した。
モーガンの隊員は命令も聞かずに戦いを続け、ジェームズ・ハミルトン将軍指揮下の主力部隊との交戦で攻撃態勢が崩れてしまった。この時アーノルドが到着し、モーガンと共同で部隊の立て直しを図った。イギリス軍はフリーマンズ農場で陣形を整えようとしていたが、モーガンの隊員は農場の反対側の木陰から正確なライフル射撃でこの陣形を壊そうとした。そこにベミス高地から7個連隊が応援に駆け付けた。
その日の午後、大陸軍の銃火がイギリス軍を釘付けにしたが、接近戦ではイギリス軍の銃剣で跳ね返された。遂にイギリス軍が撤退し、大陸軍は勝どきを上げた。

#### ベミス高地
バーゴインは10月7日に次の戦いを仕掛けた（ベミス高地の戦い）。モーガンは大陸軍の左翼（西側）を受け持った。イギリス軍は1,500名の前衛でモーガンの翼を衝こうと考えていた。このことでモーガンの連隊は、再度フレーザー将軍の部隊と戦うことになった。
カナダの王党派兵士を通り過ぎさせた後に、モーガンのバージニア狙撃兵がディアボーンの連隊とイギリス軍の軽歩兵隊を挟み撃ちにし、十字砲火を浴びせた。イギリス軍の軽歩兵隊は崩れたが、指揮官のフレーザー将軍が彼らを鼓舞し続けていた。この時にアーノルドが戦場に到着して、「灰色の馬に乗っているあの男が指揮をしているのでやっつけなければならない。貴方のライフル銃隊から狙撃兵の何人かに狙わせろ」と告げた。モーガンはフレーザーを撃つよう狙撃兵に命令することを躊躇っていたが、ティモシー・マーフィーがそれを促した。
フレーザーが瀕死の重傷を負うと、イギリス軍の軽歩兵隊は総崩れになり、バーゴインの主力がいる砦に駆け込んだ。モーガンはこの時はアーノルドの指揮に従っており、イギリス中衛軍の反撃に対応していた。バーゴインはその日の朝のスタート地点に戻ったが、約500名の損害を受けた。その夜、バーゴインは約8マイル(13km)北西のサラトガ村に撤退した。
次の一週間、バーゴインは閉じこもったままだったが、モーガンは部隊を連れて北に回った。モーガン隊のいる方向に放たれた斥候が殲滅されたことで、イギリス軍は北への撤退が不可能であることを知った。

### ニュージャージーと退役
サラトガの後、モーガン部隊はフィラデルフィアの近くにいたワシントンの主力と合流した。1778年を通じて、モーガンはニュージャージーのイギリス部隊とその補給線に対する攻撃を続けたが、大きな戦闘に遭遇することは無かった。彼はモンマスの戦いには参加しなかったが、撤退するイギリス軍を活発に追撃し、多くの捕虜や物資を捕獲した。9月14日にバージニアの大陸軍が編成替えされた時、モーガンは第7バージニア連隊の大佐になった。
この期間を通じてモーガンは大陸軍と大陸会議に不満を募らせるようになった。彼は政治的な活動を行うこともなく、また大陸会議との関係を築くこともなかった。その結果、彼は准将への昇進を見送られ、戦闘経験が少なく政治的なコネが良好な者にその地位が回った。ワシントン軍の大佐でありながら、モーガンは時としてウィードンの旅団を指揮することがあり、その地位に就くだけの準備はできていると感じていた。この鬱屈のほかにも、ケベック遠征の時に酷使した足と背中が悪化していた。彼は1779年6月30日に除隊を認められ、故郷のウィンチェスターに戻った。
1780年6月、モーガンはゲイツ将軍に復隊するよう求められたが辞退した。ゲイツは南部方面軍の指揮を執っており、モーガンは多くの民兵士官に昇進レースで遅れを取り、自分は役に立たないと感じていた。キャムデンの戦いでゲイツが大敗し、モーガンは様々の思いを投げ捨てて南部に向かい、ノースカロライナのヒルスボロで指揮官となった。

### 南部戦線

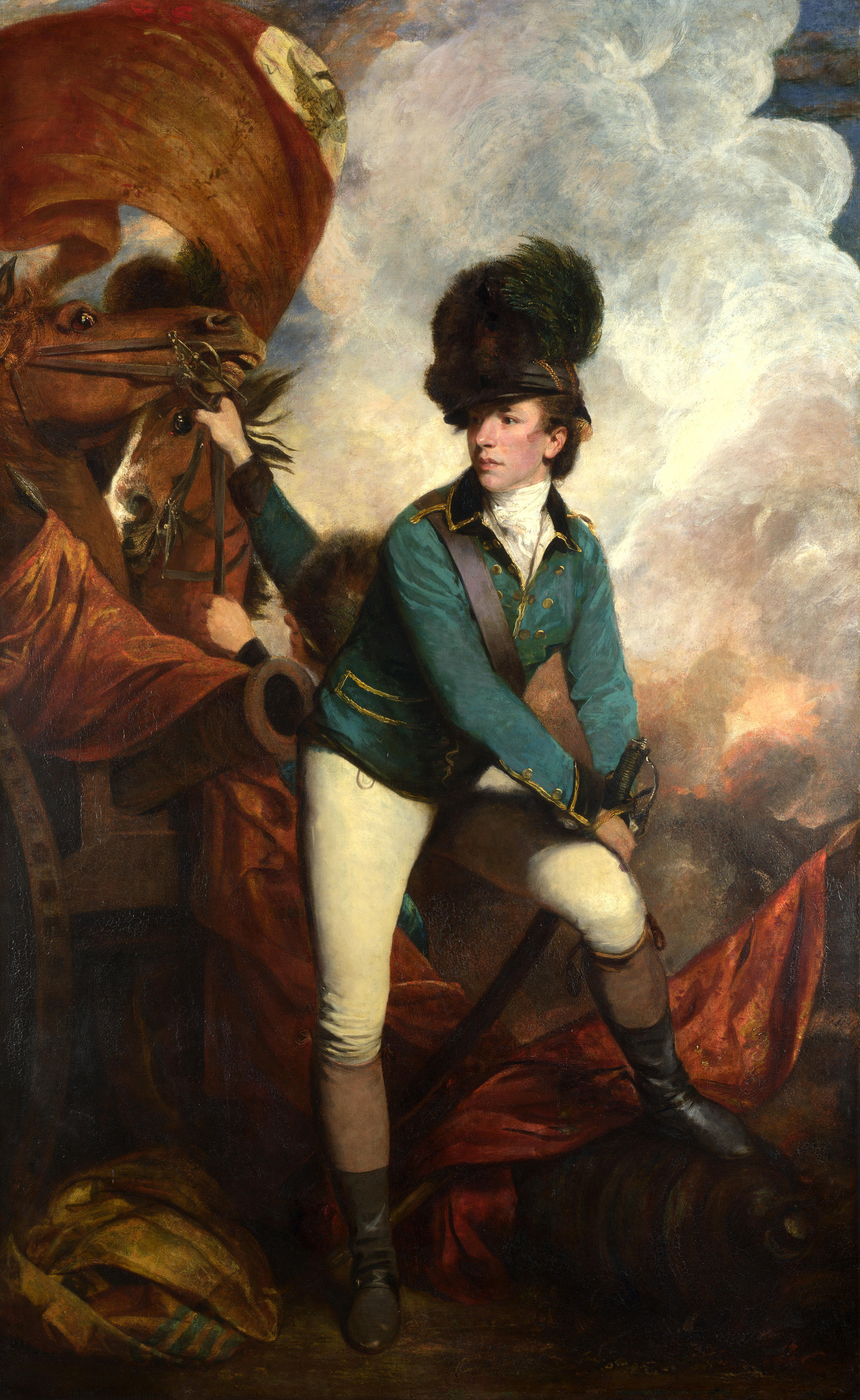
"バナスター・タールトン中佐"、ジョシュア・レノルズ画

モーガンはヒルスボロでゲイツに合い、10月2日、軽歩兵軍団の指揮を任された。遂に10月13日、モーガンは准将（旅団長）に昇進した。
12月3日、モーガンは新しい南部方面軍指揮官ナサニエル・グリーンにシャーロットで会った。グリーンはモーガンの任務を変えず、彼に新しい命令を与えた。グリーンは彼の軍隊を分割し、劣勢の大陸軍を再構築する時間を稼ぐために、敵のイギリス軍をゲリラ戦術で悩ませることに決めていた。グリーンは、モーガンの任務として、約700名の部隊を率い、直接の戦闘は避け、サウスカロライナの田園地帯で食料の確保と敵への嫌がらせを行うよう指示した。
この戦略が明らかになると、イギリス軍の指揮官チャールズ・コーンウォリス将軍は、バナスター・タールトン大佐の部隊を送ってモーガンを捉えるよう命じた。モーガンはタールトンと戦ったことのある多くの民兵の話を聞き、グリーンの命令に反して直接タールトンと対決することに決めた。

#### カウペンスの戦い

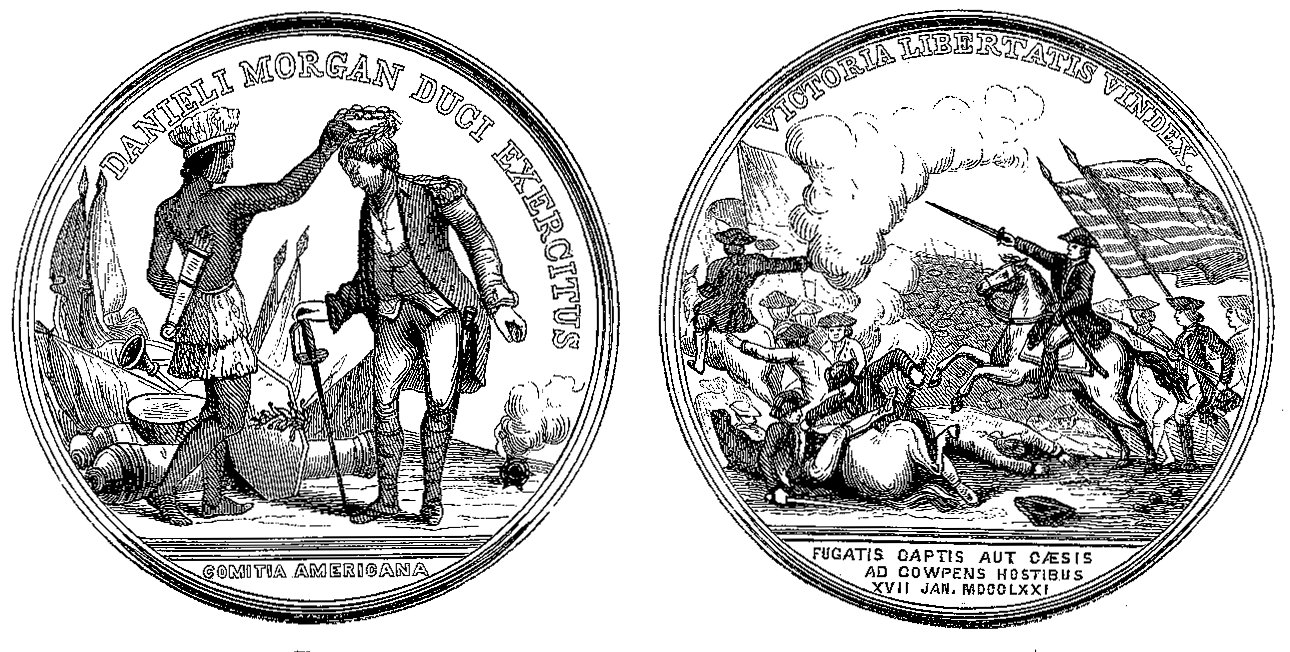
大陸会議がモーガンに与えた議会名誉黄金勲章

モーガンは戦場をサウスカロライナのカウペンスに決めた。1781年1月17日の朝、モーガン隊はカウペンスでタールトンと対峙した。この時の戦闘員の数は拮抗していて、どちらも約1,000名であった。モーガン隊にはアンドルー・ピケンズの民兵と、ウィリアム・ワシントンの竜騎兵が加わっていた。タールトン部隊には正規軍の連隊の中から軽歩兵の補充を受けていた。
タールトンは動きが速いことと民兵を蔑視する傾向があったので、モーガンはそれを逆手に取って、彼のバージニア狙撃兵の射撃精度と遠距離からの攻撃を利点にする計画を立てた。狙撃兵が最前線に出て、その後ろに民兵、さらに丘の上の正規兵という陣を敷いた。前の2列は敵の脅威が近づいたときに多少の打撃を与えた後にできるだけ速く後ろに引く。これが敵の血気に逸った突撃を生じさせる、というものだった。
この戦術が奏功して敵部隊を包囲できた。イギリス軍が接近すると大陸軍兵は敵に背中を向けてマスケット銃に弾填めした。イギリス軍が十分近付いたときに、振り向いて至近距離から顔を目掛けて発砲した。1時間足らずの間にタールトンの1,076名の部隊のうち、110名が戦死し、830名が捕虜になった。捕虜の中で200名が負傷していた。タールトンは逃げ去ったが、大陸軍はその物資や軍需品をすべて捕獲した。この中には士官の奴隷もいた。カウペンスにおけるモーガンの巧妙な計略は、この独立戦争における戦術の傑作であり、近代軍事史全ての中でも最も成功した包囲戦と言われている。
コーンウォリス将軍はタールトンの部隊を失ったばかりでなく、軽歩兵隊も失い、この南部方面作戦の残りの期間、対応する速度を限られることになった。モーガンの功績を称え、バージニア植民地政府はモーガンに王党派が放棄していた土地と家屋を与えた。南部での戦いの間、湿気と寒さのためにモーガンは坐骨神経痛を患い、常に痛みを感じるようになっていた。2月10日、モーガンはバージニアの農場に帰還した。7月、モーガンは短期間ではあるがラファイエット侯爵の部隊に加わり、もう一度タールトンを今回はバージニアで追ったが成果は得られなかった。

## 独立戦争の後
モーガンはチャールズ・タウンに戻ると、段々と活動を控えめにしていった。彼は土地を開墾するよりも投資する方に注意を向けた。最終的に250,000エーカー(1,000 km²)の地主となった。身を落ち着けるために、モーガンは長老派教会に入り、1782年にはウィンチェスターの近くに新しい家を建てた。彼はその家をサラトガと名付けた。大陸会議はカウペンスでの勝利を記念して1790年に金メダルを贈った。
1794年、モーガンは短期間国軍に呼び戻され、ウィスキー税反乱を鎮圧する軍隊を指揮した。軍隊の示威行動のみで一発の銃弾を発射することもなく、反乱は収まった。モーガンは連邦党から2度連邦議会議員選挙に出馬した。1794年は落選したが、2回目は当選し1797年から1799年まで議員を務めた。モーガンは1802年の66歳の誕生日にウィンチェスターの娘の家で死んだ。最初はオールドストーン長老派教会墓地に埋葬されたが、後の南北戦争後にウィンチェスターのマウント・ヘブロン墓地に移葬された。1950年代初期、その遺骸をカウペンスに移す動きがあったが、フレデリック・ウィンチェスター歴史協会が巡回裁判所の差止め命令を得てそれを止めた。この出来事は雑誌ライフに載ったやらせ写真に写された。
1821年にバージニア州がモーガンの栄誉を称え新しい郡をモーガン郡と命名した。今日ではウエストバージニア州にある。他にもアラバマ州、ジョージア州、イリノイ州、インディアナ州、ケンタッキー州、ミズーリ州、オハイオ州、テネシー州がその例に倣いモーガン郡を作った。ノースカロライナ州のモーガントン市はやはりモーガンに因む命名である。
1881年、カウペンスの戦いから100周年を記念して、モーガンの銅像がサウスカロライナ州スパータンバーグの中央広場に建てられ、今日も残っている。
モーガンは有名なカリブの海賊ヘンリー・モーガンの係累である。ヘンリーはモーガンの4代先祖の甥にあたる。
1793年モーガンの家、サラトガはアメリカ合衆国国定歴史建造物に登録された。
2000年の映画『パトリオット』では、主人公ベンジャミン・マーティンの役割の一部はモーガンとその行動から採られている。